# Сомалийский национальный альянс

Мухаммед Фарах Айдид, председатель СНА и самопровозглашённый президент Сомали в 1995—1996 годах

Сомалийский национальный альянс — военно-политический альянс, сформированный в июне 1992 года Мухаммедом Фарахом Айдидом в Сомали. В его состав вошла подчиняющаяся Айдиду часть Объединённого сомалийского конгресса (Объединённый сомалийский конгресс), Сомалийское патриотическое движение (en:Somali Patriotic Movement), Национальное движение южного Сомали (ca:Moviment Nacional Somali del Sud) и Сомалийское демократическое движение (ca:Moviment Democràtic de Somàlia). В основном в состав вооруженных формирований входили представители подклана Хабар Гедир (Habar Gidir) крупнейшего сомалийского клана Хавийе (Hawiiye).
Сомалийский национальный альянс вёл борьбу с временным президентом страны Али Махди Мухаммедом и верными ему силами Объединённого сомалийского конгресса за контроль над Могадишо. Части СНА контролировали южную часть города с портом и международным аэропортом.
СНА принимал активное участие в борьбе с силами ЮНОСОМ II и был основой сил, противостоявших войскам ООН в сражении в Могадишо в 1993 году.
После гибели Мухаммеда Фараха Айдида в 1996 году альянс возглавил его сын Хусейн Фарах Айдид. СНА образовал ядро сформировавшегося в 2001 году Сомалийского совета воссоединения и восстановления (en:Somalia Reconciliation and Restoration Council).